# Sergentomyia sylvatica
Sergentomyia sylvatica är en tvåvingeart som först beskrevs av Raynal och Gaschen 1935.  Sergentomyia sylvatica ingår i släktet Sergentomyia och familjen fjärilsmyggor. Inga underarter finns listade i Catalogue of Life.